# Escut de Puerto Rico
L'escut de Puerto Rico va ser atorgat per Ferran II de Catalunya, l'any 1511, i és el segon escut més antic del Nou Món, sent el primer l'atorgat a Santo Domingo, l'any 1508.
Va ser adoptat novament pel govern de l'Estat Lliure Associat de Puerto Rico, ja en una versió modificada, el 1976, on la senyera reial catalano-aragonesa i la bandera de Regne de Sicília desapareixen i són substituïdes per la bandera de Castella.

## Descripció
El Decret Reial de 1511, diu:
| « | Un escut verd i dins un xai platejat damunt d'un llibre colorit i travessat per una bandera amb una creu i el penell com la porta la divisa de Sant Joan i per orla castells i lleons i banderes i creus de Jerusalem i per divisa una F. i una Y. amb les seves corones i jous i fletxes i un rètol a la rodona de la manera següent: Joanne est nomine ejus | » |

L'escut de Puerto Rico porta els símbols de la seva història, cultura i religió. Va ser atorgat en 1511 per Ferran II, rei de la corona catalano-aragonesa i regent de la corona de Castella, en nom de la seva filla, la reina Joana, incapacitada. No obstant això, fins al 9 de març de 1905 no es va aprovar la llei que regula l'escut d'armes de Puerto Rico. Després de diverses recerques i esmenes a la llei per a obtenir la interpretació de l'escut, en 1976 s'aprova la versió actual.
En camp de sinople, apareix un xai (Agnus Dei, xai de Déu) sobre un llibre del qual sobresurten els set segells descrits en l'Apocalipsi. Aquest és un símbol heràldic comú per a simbolitzar a Sant Joan.
Al camp principal l'envolta una bordura que es compon de 16 peces que s'alternen en representació de 4 entitats: 
- En primer lloc, en camp de gules, un castell d'or, en representació de Castella.
- En segon lloc, en camp de plata, un lleó, la representació del qual més correcta és de porpra escarlata, si bé també acostuma a mostrar-se en gules, i simbolitza al Regne de Lleó (que al costat de Castella va conformar la Corona de Castella).
- La següent posició mostra unes banderes, la referència original de les quals no és concreta però que molta documentació mostra que eren la senyera i la bandera de Sicília, per representar la Corona catalano-aragonesa. (A la versió de 1976, aquestes banderes van desaparèixer i van ser substituïdes per la de Castella).
- L'última sèrie de camps mostra la creu de Jerusalem, que és d'or sobre camp de plata i símbol del Regne de Jerusalem, possessió del rei Ferran II de Catalunya.

Sobre el cap es troba una corona real, oberta, en senyal de l'autoritat i jurisdicció dels qui van atorgar l'escut en 1511. A la part esquerra apareix la inicial "F" de Ferran II, rei de Catalunya, Aragó, València, Mallorca i Sicília, i a la dreta "I", inicial d'Isabel I de Castella. Sota les inicials apareixen el jou i les fletxes, també símbols personals dels Reis Catòlics. A la punta es troba inscrit en llatí el lema "Joannes Est Nomen Ejus" que significa "Joan és el seu nom", una cita de la Vulgata de l'Evangeli segons Sant Lluc (1:63).

## Segell
Tots els estats estatunidencs empren un segell com el seu emblema oficial. Així, Puerto Rico té, efectivament, el seu propi segell, però ha estat reemplaçat pel seu tradicional escut d'armes com a emblema de l'Estat Lliure Associat de Puerto Rico. El segell soluciona el conflicte amb la bandera de la bordura modificada representant l'estendard real, que mostra els símbols de les corones de Castella i d'Aragó.

Segell de l'Estat Lliure Associat de Puerto Rico
Segell del governador de Puerto Rico
Una variant del segell del governador
Segell del governador electe de Puerto Rico

## Segells del govern de Puerto Rico
Hi ha diversos segells de les diferents seccions del govern de Puerto Rico.

Segell del secretari d'Estat de Puerto Rico
Segell de laAssemblea Legislativade Puerto Rico
Segell de la Cambra de Representantsde Puerto Rico
Segell delSenatde Puerto Rico
Una variant del segell del Senat